# Belägringen av Fredrikstens fästning
Belägringen av Fredrikstens fästning i Fredrikshald påbörjades den 20 november 1718, varvid Fredrikstens fästning tillsammans med hamnstaden Fredrikshald (nuvarande Halden) belägrades av den svenska armén. Belägring fortsatte en bit in i december då de krigströtta svenska styrkorna gav upp företaget som en följd av att Karl XII hade stupat då han inspekterat egna löpvärn.

## Belägringen
1718 anlände Karl XII och den svenska armén, med cirka 35 000 man till Fredrikshald. Med sig hade Karl XII den franska belägringsexperten Philippe Maigret. Senare kom även Carl Gustaf Rehnskiöld, frigiven efter rysk fångenskap. Fästningen hade en styrka på 1 400–1 800 man, som visste att vägen stod öppen till Oslo, om fästningen skulle falla.
Den 30 november gick Karl XII som vanligt ut i skyttegravarna och kikade. Den här natten var han allra längst fram i skyttegraven. Mellan klockan nio och tio fick han en kula i vänster tinning och avled ögonblickligen.  I och med hans död försvann all kampvilja hos de redan krigströtta svenskarna, och de begav sig senare tillbaka till Sverige. Karl XII:s fälttåg mot Norge slutade på nästan samma plats där det börjat.  Prosten Magnus Abraham Sahlstedt som tjänstgjorde som kyrkoherde i Stora Tuna socken 1725 till sin död 1752, var tidigare fältpräst hos Karl XII och skall ha predikat för kungen samma dag som det dödande skottet avlossades mot kungen.

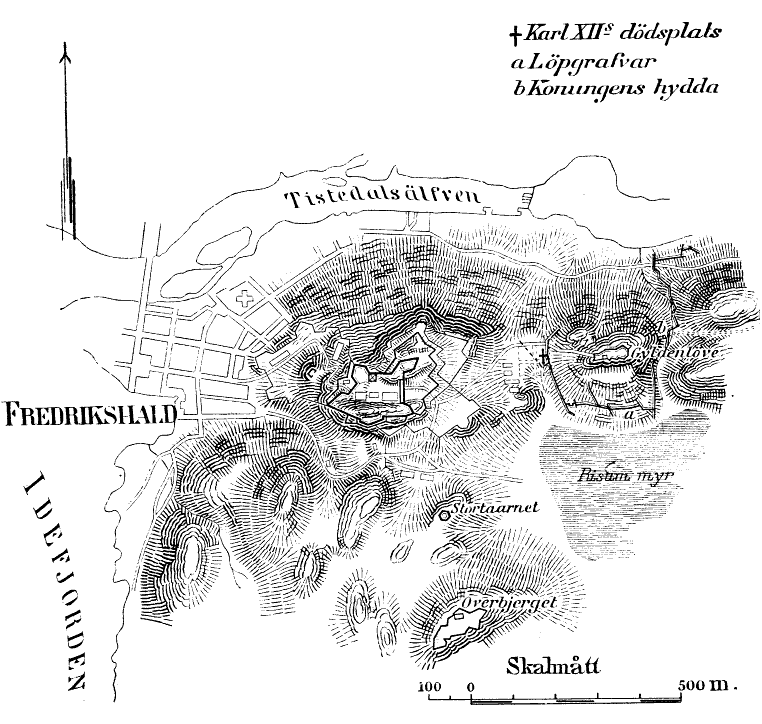
Karta över Karl XII:s dödsplats vid Fredriksten (ur Nordisk familjebok).